# Polski Biały Krzyż

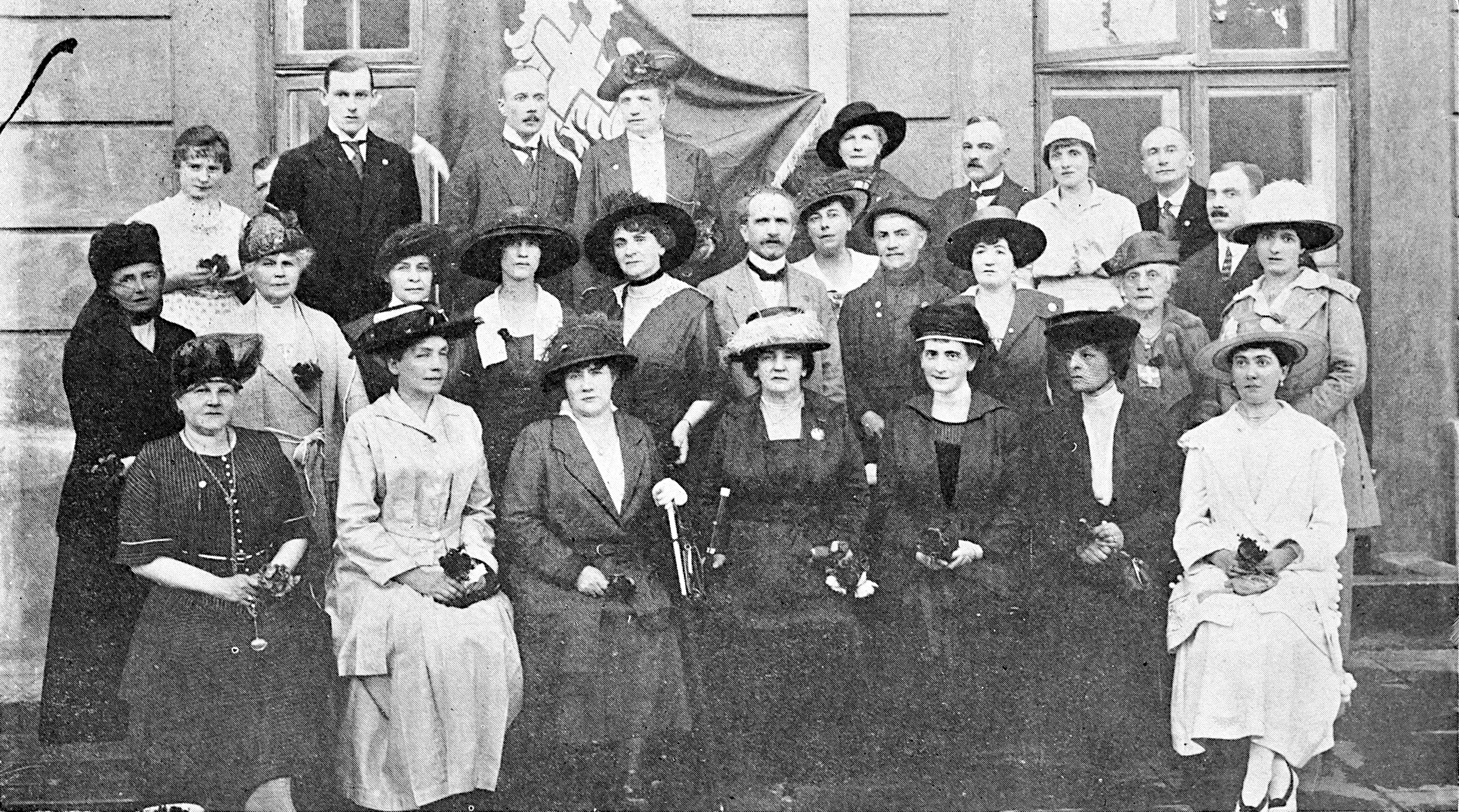
Członkowie Zarządu Polskiego Białego Krzyża w Warszawie

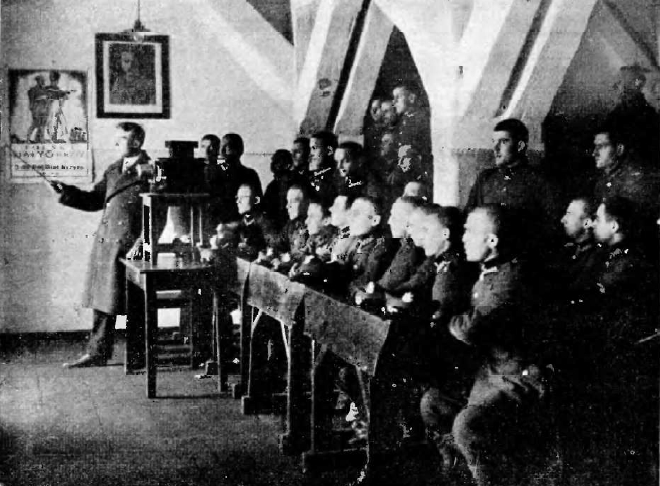
Lekcja historii Polski prowadzona przez Polski Biały Krzyż

Polski Biały Krzyż – instytucja cywilna działająca głównie w okresie II Rzeczypospolitej na rzecz wojska.

## Historia

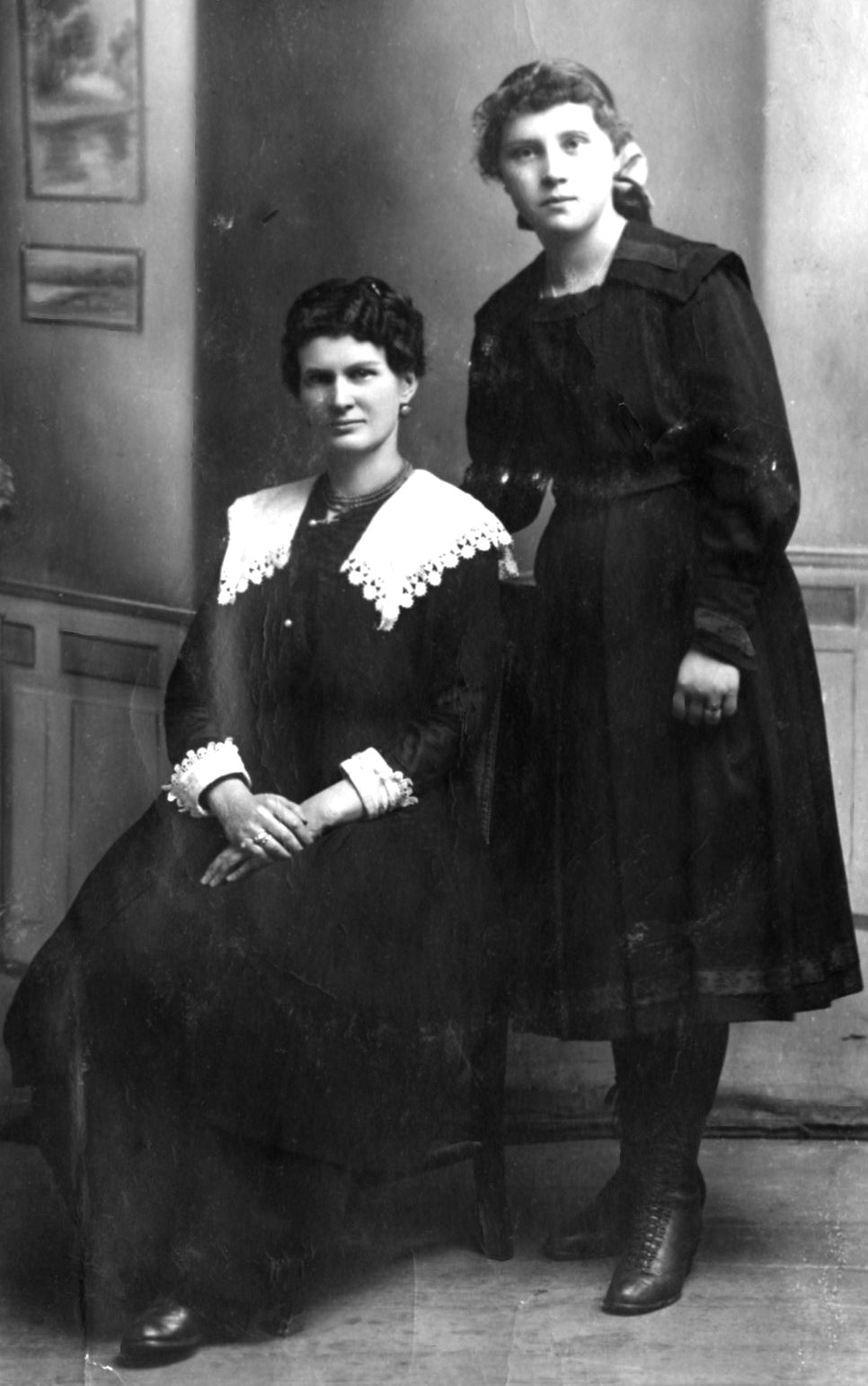
Maria z Dudzińskich Grodzka wraz z siostrą Heleną Kurowską - uczestniczki Polskiego Białego Krzyża - Warszawa 1918

Organizacja powstała 2 lutego 1918 roku w USA podczas trwania I wojny światowej dzięki staraniom żony Ignacego Paderewskiego, Heleny Paderewskiej, powołana w celu niesienia pomocy ofiarom wojny. Helena Paderewska, wskutek sprzeciwu Czerwonego Krzyża wobec utworzenia polskiej filii tej organizacji, zorganizowała i finansowała nabór ochotniczek do służby pielęgniarskiej, by wysłać je w miejsca, gdzie podczas pierwszej wojny światowej walczyli Polacy wcieleni do trzech armii – rosyjskiej, niemieckiej i austriackiej.
Drugim celem statutowym stowarzyszenia, z którego Biały Krzyż stał się szczególnie znany, było szerzenie kultury i oświaty, rozbudzanie postaw patriotycznych oraz świadomości narodowej i obywatelskiej wśród żołnierzy polskich służących w armiach zaborczych, a po zakończeniu I wojny światowej wśród żołnierzy służby zasadniczej Wojska Polskiego.
Polski Biały Krzyż rozwiązany został rozporządzeniem Rady Ministrów z dnia 28 listopada 1946 r. (Dz.U. 1947 nr 2 poz. 6), a jego majątek został przekazany Towarzystwu Przyjaciół Żołnierza, uznanemu w tym samym rozporządzeniu za stowarzyszenie wyższej użyteczności.